# مجتمع العلامة التجارية
يُعد مجتمع العلامة التجارية (بالإنجليزية: brand community)‏ مفهومًا في التسويق وأبحاث المستهلكين يفترض أن البشر يشكلون مجتمعات على أساس الانتماء إلى علامة تجارية معينة. ويشير إلى أن العلاقات الاجتماعية المنظمة والتي يتبادل المشاركون فيها الإعجاب والارتباط بعلامة تجارية تجرب من خلال الطقوس والتقاليد المشتركة والشعور بالمسؤولية تجاه الأعضاء الآخرين. ويشير المصطلح أيضاً في كثير من الأحيان إلى التقاطع بين العلامة التجارية والهوية الفردية والثقافة.

## الأصل
صاغ ألبرت مونيز جونيور وتوماس أوجوين المصطلح "مجتمع العلامة التجارية" لأول مرة في ورقة بحثية عام 1995 لمؤتمر الجمعية الأمريكية لأبحاث المستهلكين السنوي في مينيابوليس، مينيسوتا. في مقال نشر عام 2001 بعنوان "مجتمع العلامة التجارية"، وقدما تعريفًا للمفهوم يصفه على أنه "مجتمع متخصص غير مقيد جغرافيًا، يستند إلى مجموعة من العلاقات الاجتماعية المنظمة بين معجبي علامة تجارية". وقد اعترف بهذه الورقة البحثية التي نشرت عام 2001 من قبل تومسون ساينتيفيك آند هيلثكير [الإنجليزية] بأنها واحدة من الأوراق الأكثر استشهادًا في مجال الاقتصاد والأعمال.

## الوصف
يطوّر أعضاء مجتمع العلامة التجارية اتصالات مع الأفراد الذين يشاركونهم نفس الاهتمامات ونمط الحياة والمعاني المرتبطة بعلامة تجارية معينة. ويمكن اعتبار العلامات التجارية بمثابة بنّاءين للعلاقات التي يستخدمها المستهلكون للتواصل مع بعضهم البعض ومع العلامات التجارية للبحث عن توافق الروابط العاطفية والدعم العاطفي. ومن بين المفاهيم التي طورت لشرح سلوك المستهلكين، يركز مفهوم مجتمع العلامة التجارية على الروابط والعلاقات بين المستهلكين. بينما تدرس منطق التسويق المعاصر، كما يستمد من الاقتصاد، الشركة ككيان منفصل عن العملاء، يؤكد الباحثون في مجال المستهلكين على أن العملاء يمكنهم أن يكونوا شركاء نشطين يعملون مع الشركات في خلق القيمة والمنتجات.
يمكن تعريف مجتمع العلامة التجارية على أنه مجموعة مختارة ذاتية الاختيار من الفاعلين تشارك نظامًا من القيم والمعايير والتمثيلات (ثقافة) وتعترف بروابط العضوية بين بعضها البعض ومع الكل. توفر العديد من العلامات التجارية أمثلة على مجتمعات العلامات التجارية. في مجال الحواسيب والإلكترونيات: شركة آبل (ماكنتوش، آي بود، آيفون)، وكاميرات هولجا [الإنجليزية] ولومو، وأجهزة الكمبيوتر الشخصية فائقة النقل الصغيرة (بالم وحاسوب كفي). في مجال السيارات: فورد برونكو، جيب، ومازدا رودستر، وميني كوبر، وساب، وساتورن، وسوبارو، ودراجات رويال إنفيلد [الإنجليزية] وهارلي ديفيدسون. وفي مجال الألعاب: باربي وليغو.

## دوافع الشركة
هناك بالتأكيد العديد من المزايا لمجتمعات العلامات التجارية، بعضها يعزز صورة الشركة، بينما يعزز البعض الآخر المبيعات والإيرادات بشكل عام. ومن بين المزايا المعروفة للحصول على متابعين، يمكن ذكر ما يلي: قاعدة عملاء مخلصة، حساسية منخفضة للأسعار، تحسين المنافسة، والإعلان الثلجي. تعني القاعدة العملاء المخلصة أن المستهلك سيبقى إلى جانب العلامة التجارية في جميع الظروف. ومثال جيد على ذلك هو شركة نايكي، حيث تحتفظ بجماهيرها المتعصبة من قاعدة العملاء المخلصة، على الرغم من الكشف عن استغلال العمالة الرخيصة للأطفال في مصانع نايكي.
الميزة الثانية المذكورة سابقًا هي حساسية منخفضة للأسعار، مما يعني أن المستهلكين ليسوا حريصين على السعر الذي يدفعونه مقابل سلع العلامة التجارية التي يعشقونها. المستهلكون قادرون على دفع المزيد من المال بطريقة خالية من الشعور بالذنب دون الحاجة إلى البحث عن بديل أرخص و/أو أفضل. وتعني الميزة الثالثة التي ذكرتها تحسين المنافسة، أنه نتيجةً لتتبع جمهور مخلص ومتعصب، يرون المستهلكون عدم وجود منافسة حقيقية أو بديل للعلامة التجارية التي اختاروها. وبالرجوع إلى حساسية الأسعار المنخفضة، فإن المستهلكين على استعداد لدفع أي سعر من أجل المنتج ونتيجة لذلك، لا تشارك الشركات في أي نوع من حروب الأسعار مع المنافسين. والميزة الرابعة والأخيرة هي "الإعلان الثلجي"، حيث ينتشر العملاء المخلصون كلمات الإشادة بالعلامة التجارية التي اختاروها. وبالرجوع إلى "مرحلة الجماعية الثقافية"، يمكن للشركات السماح للمستهلكين بتوسيع جمهورهم، حيث يميل الأشخاص الذين يسمعون كلمة إيجابية عن منتج إلى الانتقال عبر واحدة على الأقل من مراحل العلامة التجارية الجماعية.

## المتغيرات
ثمة العديد من المفاهيم التي ترتبط ارتباطًا مباشرًا بمجتمعات العلامات التجارية، ومنها:
- تشير المجموعات الاستهلاكية أو مجموعات العلامات التجارية [الإنجليزية] إلى المجموعات المؤقتة وغير الدائمة التي تفتقر إلى التسلسل الهرمي المنظم والقيادة المنظمة.[6][7] بناءً على مفهوم القبلية الجديدة،[8] القبائل الاستهلاكية باعتبارها "مجموعة مرنة من الأشخاص الذين يتشاركون الخبرات سريعة الزوال بناءً على منتج معين أو خدمة أو علامة تجارية أو نشاط استهلاكي"[9] والتي تتيح تجارب مجتمعية للاستهلاك.
- تستنتج الثقافات الفرعية للاستهلاك الأنظمة الاجتماعية أو الثقافات الفرعية التي تتحمل من خلال العلاقات الشخصية والطقوس ومجموعات المعتقدات التي يمكن أن تمنع الانتماءات الاجتماعية الأخرى، وبالتالي تؤثر على هوية المشاركين.[10][11]
- يشير مجتمع الأناقة [الإنجليزية] إلى مجتمع شكل على أساس الارتباط بمجموعة من العلامات التجارية. على عكس مجتمع العلامة التجارية، حيث يتشكل التفاعل الاجتماعي المجتمعي بين الأعضاء بسبب الاهتمام المشترك بعلامة تجارية معينة، يوضح مفهوم مجتمع الأسلوب كيف يظهر المجتمع عند الجمع بين العلامات التجارية.

## مقالات ذات صلة
- عشائرية علامة تجارية
- مجتمع الأسلوب
- قبلية جديدة
- علامة تسجيل